# Kapf (Alfdorf)

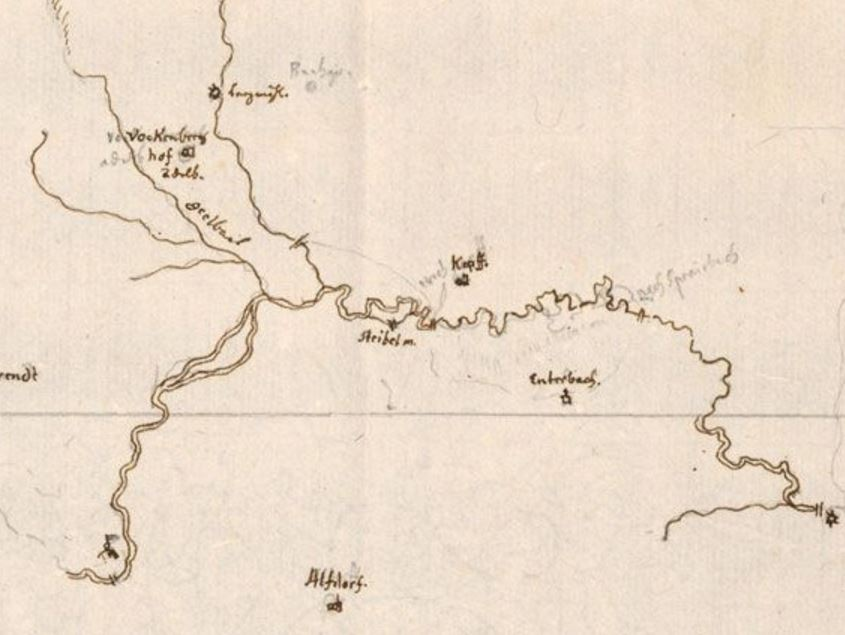
Handgezeichnete Karte um 1711

Kapf ist ein Dorf an der Lein, das zu Alfdorf im Rems-Murr-Kreis gehört und Teil der ehemaligen Gemeinde Vordersteinenberg war.

## Lage

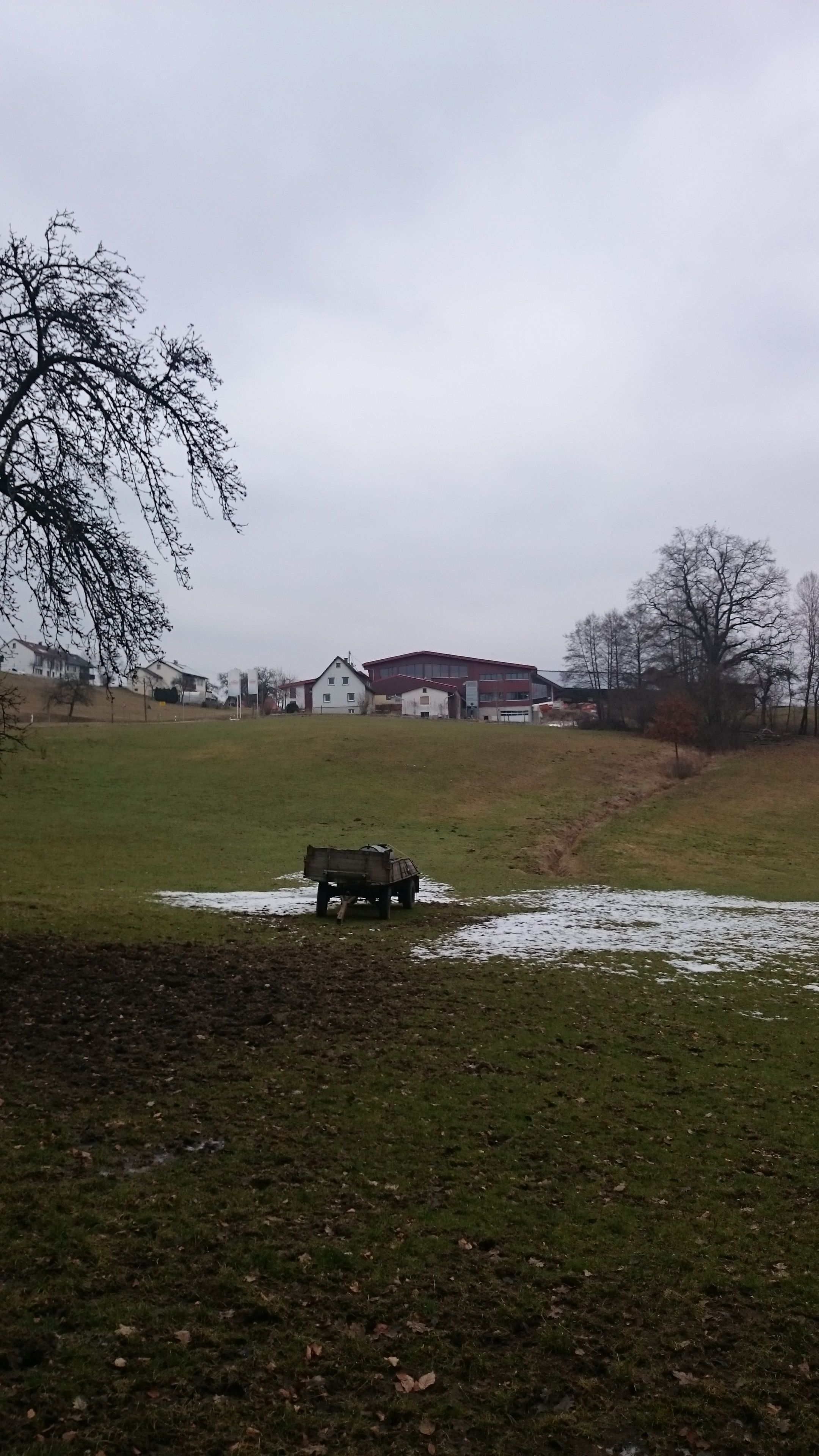
Blick auf Kapf vom Leintal

Kapf liegt zwischen Alfdorf und Vordersteinenberg auf einer Kuppe über dem Leintal, nördlich des Flusses. Der Ort und die benachbarten Höfe und Mühlen zählen zum Streusiedlungsgebiet des Welzheimer Walds. Kapf liegt im Naturpark Schwäbisch-Fränkischer Wald.

## Geschichte

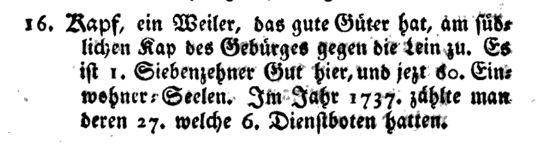
Beschreibung 1790

### Ersterwähnung
1342 wird ein Chúnradt der Heldening von „Kapff“ erwähnt.

### Herrschaft
„Der befestigte Hof Kapf kontrollierte die Straße von Lorch nach Gaildorf, welche bei der Strübelmühle den Fluß überschritt. Er hatte für die Schenken von Limpurg hohe strategische Bedeutung, da er seit 1435 der südwestlichste Punkt ihres Wildbanns sowie des Gerichtsbezirks von Seelach war“, schreibt Wolfgang Runschke. Er schließt sich damit an Ausführungen von Hansmartin Decker-Hauff 1949 an: „Hof Kapff ist eine mittelalterliche Wehranlage zur Sperrung der Straße vom Remstal ins Kochertal, von Lorch nach Gaildorf; er liegt genau dort, wo die Straße nach Überschreitung der Lein auf deren Nordufer den Berg hinaufsteigt und das Herrschaftsgebiet der Limpurger betritt. Der feste Hof stellt an strategisch wichtiger Stelle als südlicher Wachtposten der Herrschaft der Schenken von Limpurg, seine ganze Anlage ist wehrtechnisch aus seiner Stellung zur Straße und zur Lein erklärbar“.
1435 überließen die Brüder Konrad IV., Friedrich V. und Konrad V. von Limpurg dem Klaus Schenk den Hof Kapf und eine Fischenz (Fischrecht) in der Lein gegen 200 Gulden. Alle bisherigen Pachtzinsen entfielen. Nach Decker-Hauff erwarben die Schenken von Limpurg nach 1478 den Hof zurück und teilten ihn unter zwei Maiern auf, den 1574 genannten Kapffmeyern. Nach Rudolf von Andler waren in Kapf jeweils 1574 und 1576 ansässig: Paulin Kapffmaier, Wolf Kapffmaier, schenkischer Untertan und Maier in Kapf.

Kapf lag im äußersten Südwesten des Oberamts Gaildorf

Bis 1806 gehörte Kapf zur (ehemals limpurgischen) Herrschaft Gaildorf-Wurmbrand, Amt Gschwend. Nach der Übernahme durch Württemberg 1806 kam Kapf zum Oberamt Welzheim, 1808 als Teil des Stabs Spraitbach an das Oberamt Gaildorf. Mit Vordersteinenberg wurde es 1938 dem Landkreis Schwäbisch Gmünd zugeordnet. Seit der Eingemeindung Vordersteinenbergs nach Alfdorf 1972 gehört Kapf zum Rems-Murr-Kreis.
1808 gab es in Kapf neben dem Stab Spraitbach noch das Limpurg-Gaildorf-Wurmbrandische Patrimonial-Land-Obervogteiamt Gaildorf, zu dessen Oberem oder Gschwender Amt die Schultheiserei Gschwend mit Kapf zählte. 1833 verzichtete das fürstliche Haus Solms-Braunfels als Teilhaber des Wurmbrandischen Anteils der Grafschaft Limpurg-Gaildorf auf die Ausübung der Polizeigewalt unter anderem in Kapf.

#### Grundherrschaft
Als Grundherren nennt die Oberamtsbeschreibung:
- das Kloster Lorch, das die Zehnten und das Siebzehner-Gut besaß,[9]
- Limpurg mit 1 (früh aufgeteilten) Hof und 3 Selden.

Der große Lorcher Hof gehörte zu den sogenannten Siebzehner-Gütern. 1576 hatte ihn Veit Weller und Frau inne.
Nach dem Lorcher Lagerbuch 1576 bestand der Weiler damals aus vier Höfen, die teils Limpurg, teils dem Kloster Lorch gehörten.
Zum Patrimonialamt des Freiherren vom Holtz in Alfdorf gehörte 1808 als „außeramtliche Filiale“ Kapf, was den Schluss zulässt, dass mindestens ein Untertan des Freiherren in Kapf lebte.

### Einwohnerzahlen
1539 gab es in Kapf vier Häuser und etwa 24 Kommunikanten. Zum Vergleich: Alfdorf 213, Vordersteinenberg 30 Kommunikanten.
1737 27 Seelen, 6 Dienstboten.
1790 60 Seelen.
1828 93 Einwohner.
1852 140 Einwohner.
1874 142 Einwohner.
1906 113 Einwohner.
1936 110 Einwohner.

### Kirche
Aus dem um 1500 angelegten „Roten Buch“ des Klosters Lorch (im Zweiten Weltkrieg stark beschädigt) erfährt man, dass es in Kapf eine der Großpfarrei Lorch zugeordnete Kapelle gab, die Peter von Kapf (eventuell um 1480) gestiftet hat. Die Seelsorge übernahm alle 14 Tage der Frühmesser von Alfdorf. Als Kapellenpatrone werden angegeben: Maria, Jacobus, Wendelin, Katharina und Barbara. Die Kirchweihe wurde am Sonntag nach dem Fest des Heiligen Ulrich begangen. Eine Aufzeichnung des Lorcher Mönchs Augustin Seiz um 1515 weist die Siedlung Capff der zweiten klösterlichen Pfründe in Lorch zu.
Die limpurgische Obrigkeit und die beiden anderen Grundherrschaften (württembergisches Klosteramt Lorch, Freiherren vom Holtz in Alfdorf) schlossen sich der Reformation an. Daher gab es bis ins 19. Jahrhundert keine Katholiken im Ort. In der Pfarrbeschreibung von 1828 ist von 93 Evangelischen die Rede; Katholiken gab es keine. 1874 kamen auf 133 Evangelische 9 Katholiken. Noch 1936 waren von den 110 Einwohnern 109 evangelisch, nur einer katholisch.

## Ortsname
Der auf die Siedlung übertragene Flurname bezeichnet häufig Aussichtsberge.

### Namensformen

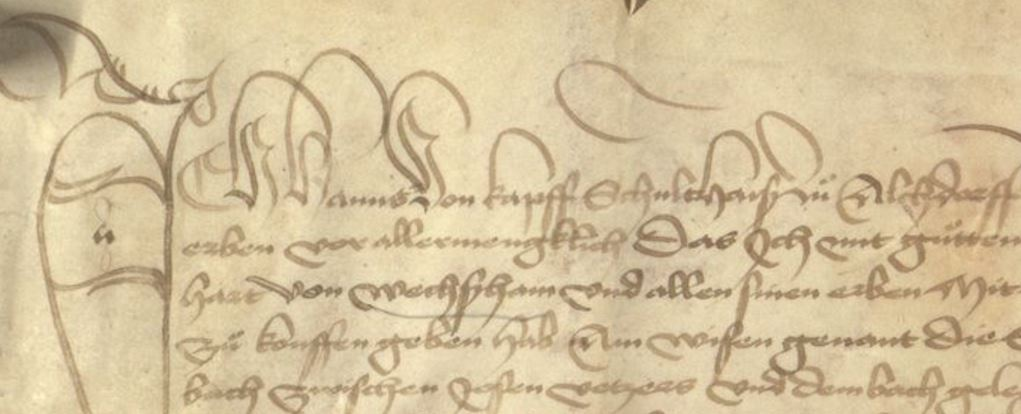
Namensform 1469

Es wurden alle von Lutz Reichardt 1993 veröffentlichten Belege berücksichtigt und durch weitere Nachweise ergänzt.
- 1342 „Kapff“ (Ersterwähnung in einer Urkunde, siehe oben).

- 1434 „Cappf“ (Urkunde, Kopie).[26]

- 1442 „Capff“ (Urkunde).[27]

- 1469 Peter Schenck von „Kappff“ (Urkunde).[28]

- 1469 „Hanns von Kapff“, Schultheiß zu Alfdorf (Urkunde).[29]

- um 1500 in „Capff“ (Kopialbuch).[30]

- 1507 „Kapf“ (Urkunde).[31]

- um 1515 „Capff“ (Aufzeichnung).[32]

- 1520 „Kapff“ (Urkunde).[33]

- 1560 zu „Kapff“ (Kopie).[34]

- 1570 zu „Kapff“ (Kopie 16. Jahrhundert).[35]

- 1575 „Capf“ (handgezeichnete Karte).[36]

- 1576 „Kapff“ (Urbar).[37]

- 1714 „Kapff“ (Druck).[38]

- 1765 „Kapf“ (Druck).[39]

- 1775 „Kapf“ (Druck).[40]

- 1785 „Kapff“ (Druck).[41]

- 1790 „Kapf“ (Druck).[42]

- 1852 „Kapf“ (Druck).[43]

Als mundartliche Form erhob Lutz Reichardt: „khapf“.

### Flurnamen
Aufgrund der topographischen Karte 7124 gab Reichardt zwei mit dem Ortsnamen in Verbindung stehende Flurnamen an: Kapffeld und Kapffeldle.

## Bauwerke

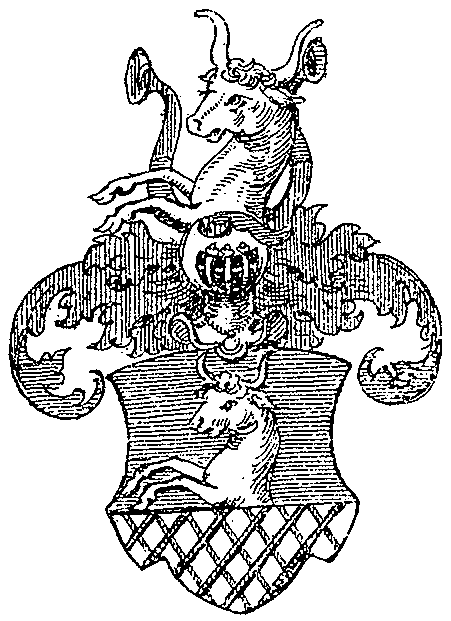
Wappen derer von Kapf

Die alten Bauernhäuser waren gestelzte Wohnstallhäuser mit daneben liegender Scheuer. Adolf Schahl hob 1983 vier Fachwerkhäuser hervor:
- Nr. 6 von 1861.

- Nr. 7 von um 1800. Ein geschnitzter Eckpfeiler wies Palmette, Herz, Band- und Knospengehänge auf.

- Nr. 11 Kleinbauernhaus (Selde).

- Nr. 20 von um 1800.

### Schlössle (abgegangen)
Das gestelzte Wohnstallhaus zeigte über gemauertem Erdgeschoss einen Fachwerkaufbau. Decker-Hauff schloss aus den auffallend dicken Mauern, den mächtigen Gewölben und den großen Kellern, dass es sich um eine Sperranlage vermutlich aus dem Ende des 13. oder Anfang des 14. Jahrhunderts handle – eine ganz ungesicherte Schlussfolgerung. Die Jahreszahl 1659 an einer Tür deutet auf Erneuerungsarbeiten nach dem Dreißigjährigen Krieg.
Das „Schlössle“ musste 1956 wegen Baufälligkeit abgerissen werden. Es gilt als Stammsitz der weitverzweigten, in Schorndorf zur württembergischen Ehrbarkeit aufgestiegenen Familie Kapff. Seit Decker-Hauffs Aufsatz wird die schon zuvor erwogene Ansetzung des Klaus Schenk, der 1435 den Hof erwarb, als voreheliches Kind Schenk Friedrichs von Limpurg akzeptiert.
Anders als bei Ernst Kapff und Adolf Schahl angegeben, war das Schlössle-Gut kein Siebzehner-Gut. Der Lorcher Hof war ein solches.

### Kapelle St. Maria (abgegangen)
Die im 15. Jahrhundert erbaute Marienkapelle (siehe oben) soll 1674 noch gestanden haben.

## Kirche
Die evangelischen Bewohner sind nach Alfdorf, die katholischen nach Spraitbach eingepfarrt.

## Unternehmen
Kapf ist der Standort der Ziesel Fertigbau GmbH & Co. KG (Kapfhofweg 22). Sie ist seit 1999 eingetragen im Handelsregister (Amtsgericht Stuttgart HRA 281007).

## Ortsbild

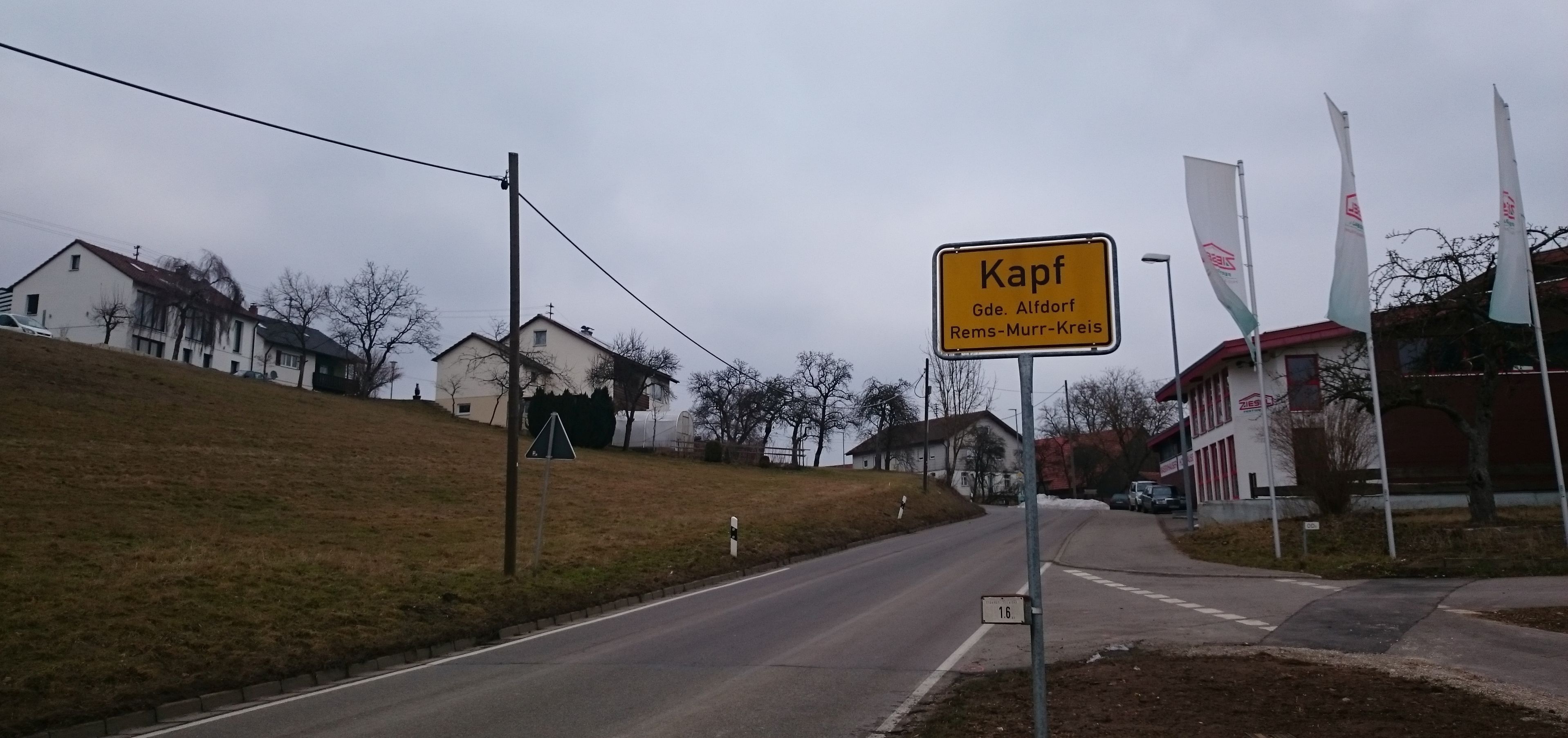
Ortseingangsschild (Süden)
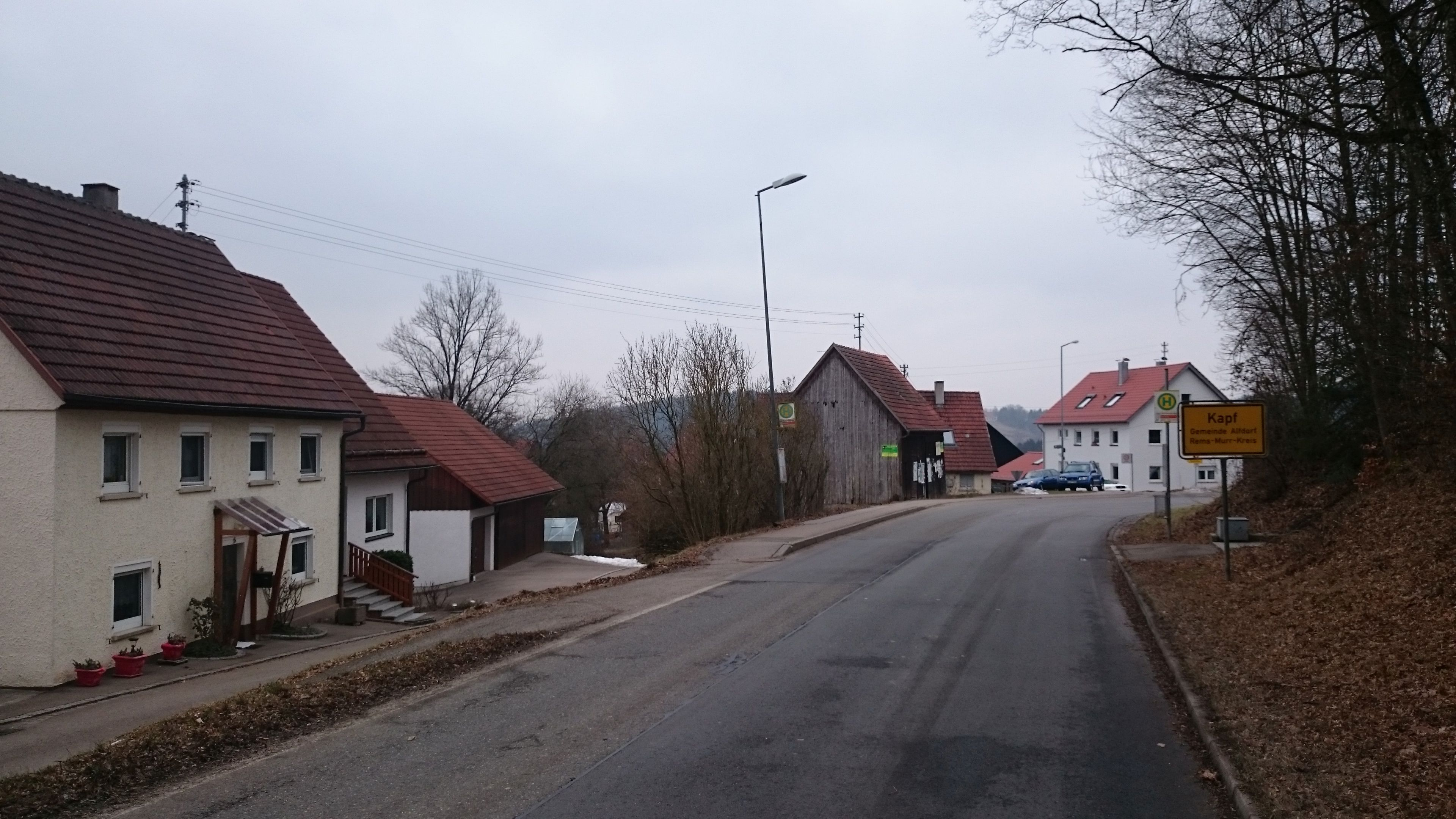
Ortseingangsschild (Norden)
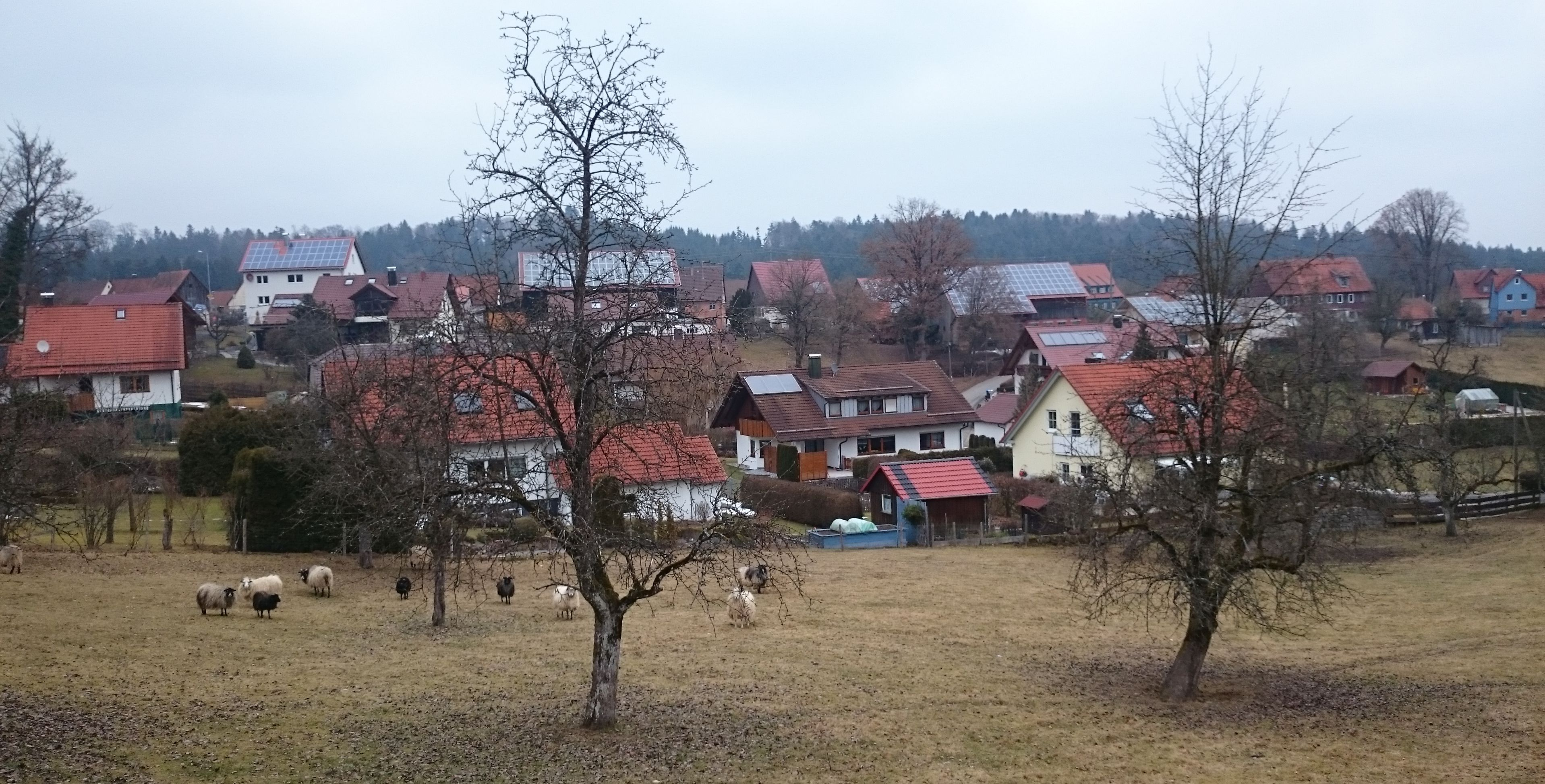
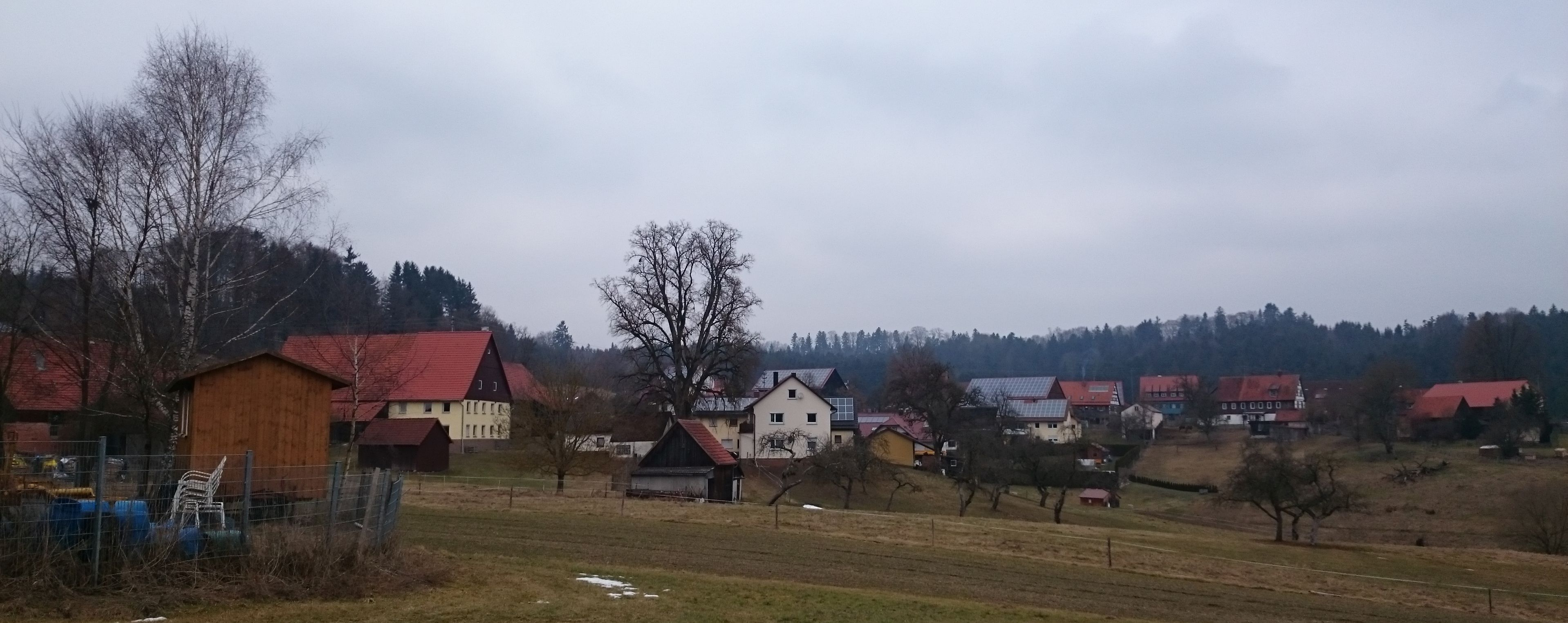
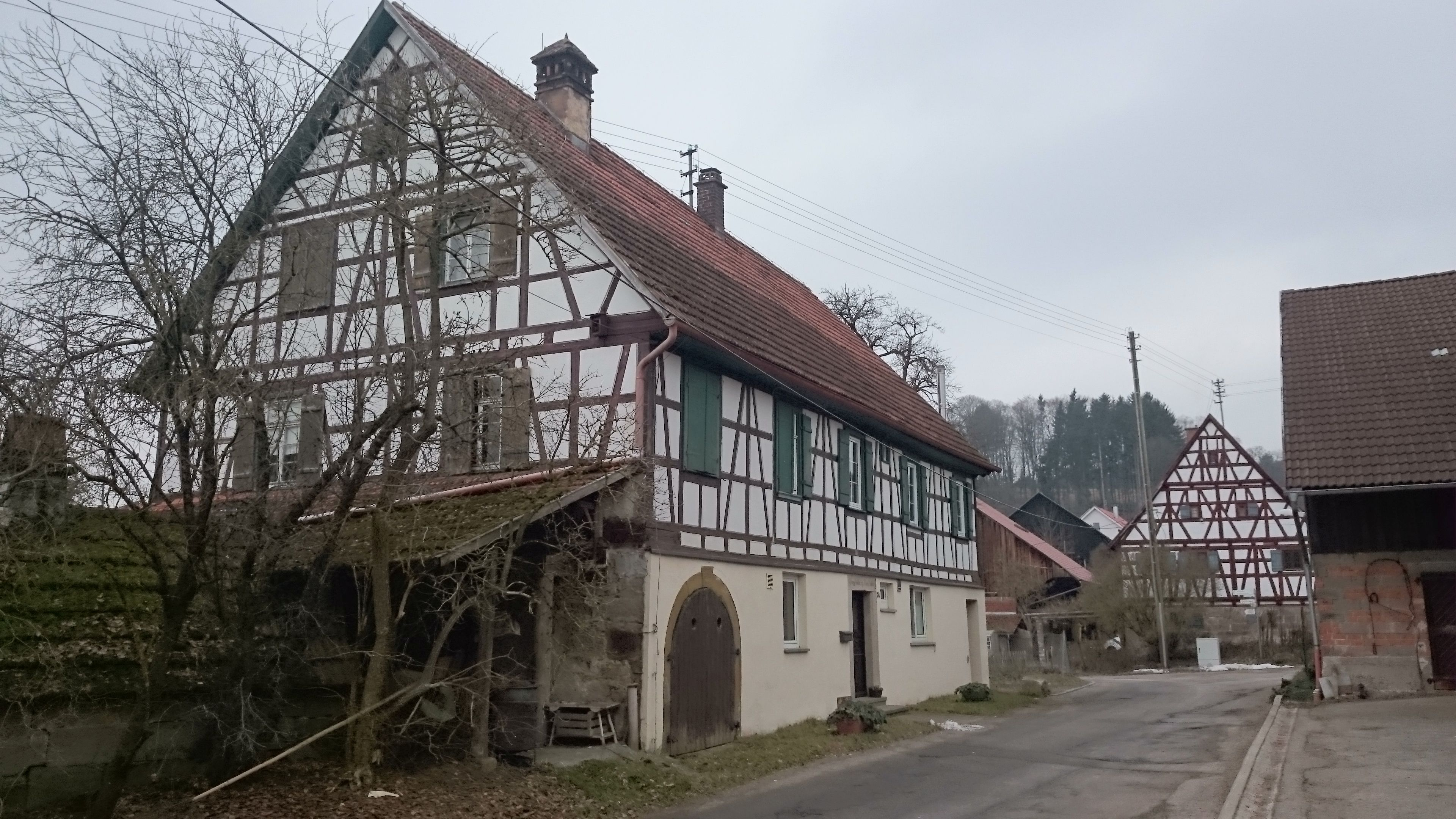
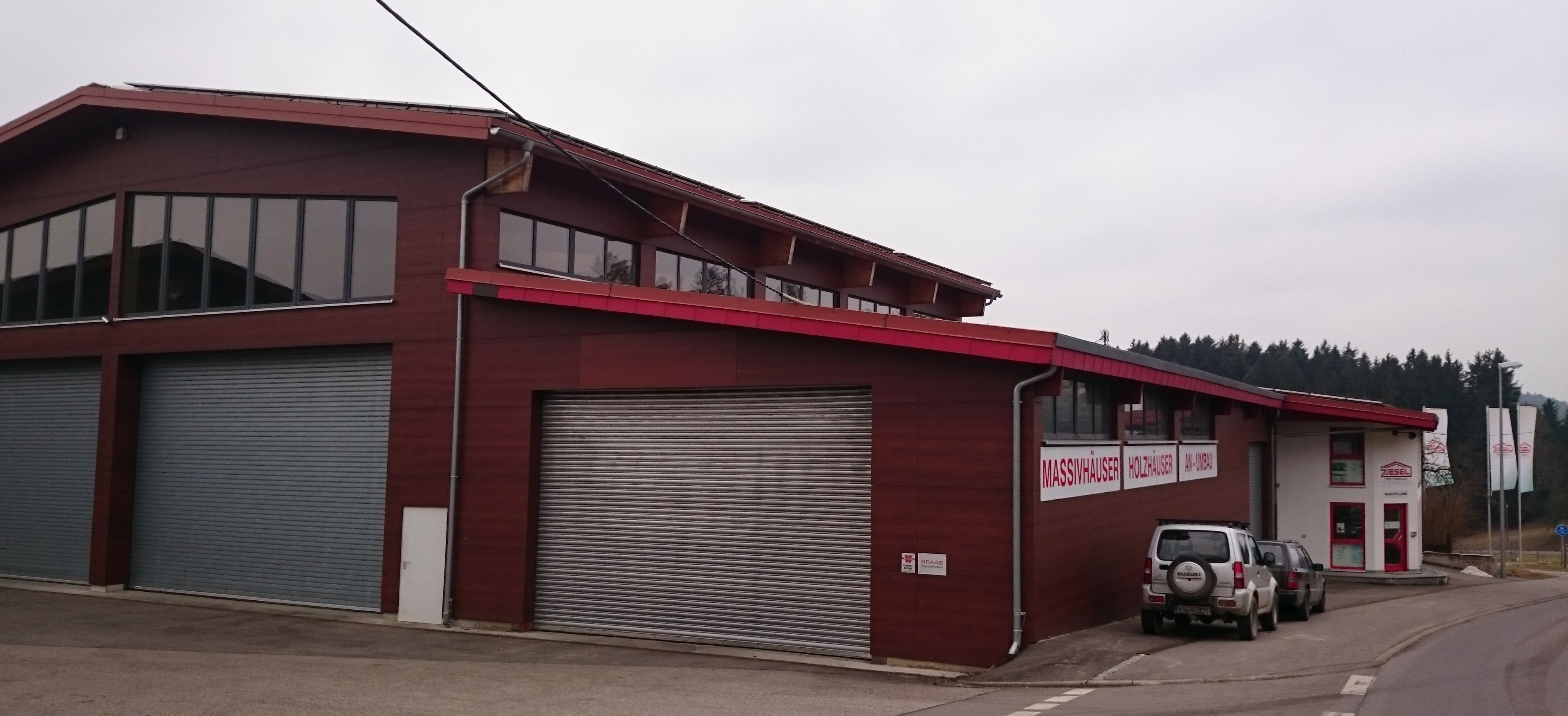
Firma Ziesel